# Силинский лес
Си́линский лес — лесной массив и памятник природы краевого значения в Ленинском округе Комсомольска-на-Амуре, Хабаровский край.

## Географическое положение
Расположен в пойме нижнего течения реки Си́линка. Памятник природы учрежден в сохранном участке Силинского леса, в плане представляет собой неправильный треугольник, вытянутый с северо-запада на юго-восток, площадью 50,76 га с охранной зоной 500 м в границах, протяжённость ограды 3 км. С севера территория ограничена дорогой на питомники треста зелёного хозяйства, с востока — пустырём, где ранее располагалась воинская часть и зелёной зоной ручья Теплый, с юга и юго-востока — зелёным массивом Силинского леса и Комсомольским шоссе, с запада — зелёным массивом Силинского леса и р. Силинка.  Памятник природы расположен в границах охраняемой природной территории местного значения лесопарковая зона «Силинский парк». 

## История
Силинский лес сохранился со времен основания города в 1932 году. И хотя по мере городского строительства он подвергся пожарам и сильному освоению (выпиливанию деревьев, раскорчёвыванию под огороды и пр.), центральная часть хвойно-широколиственного леса уцелела. Этот участок был детально изучен, и в 1981 году городская администрация отвела его под организацию природного дендрария с передачей под охрану Комсомольскому заповеднику.
24 мая 1983 года городской Совет народных депутатов присвоил дендрарию статус памятника природы, а 20 января 1997 года, с учётом природоохранного, научного, рекреационного и эколого-просветительского значения, постановлением главы администрации Хабаровского края за № 7 объявлен памятником природы краевого значения «Силинский лес». Тем же постановлением была учреждена позже расширенная охраняемая природная территория местного значения лесопарковая зона «Силинский парк».

## Геология, рельеф, внутренние воды
По данным к.г.н. Никонова В. И. территория Силинского леса является первой надпойменной террасой реки Амур с относительными высотами 5—6 м. Рельеф участка равнинный, задернованный, причём на локальных участках наблюдается микрорельеф в виде старых русел, западин и меандр.
По данным треста «Дальтисиз», в геологическом строении памятника природы участвуют современные и верхнечетвертичные аллювиальные отложения р. Силинка. В центре расположено искусственное озеро, созданное на месте бывшего пожарища в 1984. Колебание уровня воды в озере зависит от уровня воды в реке Силинка, находящейся в 350 м от озера и от количества выпадающих осадков.
На протяжении послевоенных лет проводилось исследование Силинского леса. До 1979 года работу проводил Комсомольский государственный педагогический институт. В 1979 году сотрудниками Биологопочвенного института ДВНЦ АИ СССР осуществлены дополнительные исследования, составлена карта, а также таксационное описание.
С 1980 года «Силинский лес» регулярно изучают преподаватели и студенты Амурского гуманитарно-педагогического университета. Сотрудниками Комсомольского заповедника проводятся научные исследования, практикумы со студентами и школьниками. Воспитанники эколого-биологического центра и школ города под руководством педагогов ведут наблюдения за флорой и фауной.

## Растительный мир
Растительный мир территории богат и разнообразен. Памятник природы занимает небольшую сохранившуюся часть коренного кедрово-широколиственного леса с примесью ели, пихты и тиса. Здесь произрастают около 400 видов сосудистых растений.  Широколиственные ассоциации формируют представители южной маньчжурской флоры, такие как ясень маньчжурский, ильм японский, бархат амурский,  трескун амурский, виноград амурский и др. В то же время присутствуют виды, характерный для более северных регионов: лиственница даурская, ольха пушистая, осина, береза и т. п. Наряду с типичными таёжными представителями (ель аянская, пихта почкочешуйчатая) встречаются такие редкие растения как тис остроконечный, включенный в Красную книгу. Обычен в подлеске широколиственного леса элеутерококк колючий, также встречаются лимонник китайский, папоротники, хвощи и прочие растения, характерные для кедрово-широколиственных лесов.
На месте брошенных огородов и пожарищ сформировались вторичные леса из березы и осины, возраст которых ныне составляет от 40—60 лет. Многие бывшие огороды заросли травами и образовались поляны с лилией даурской, красодневом Миддендорфа и другими. Средний возраст деревьев Силинского леса составляет 80—100 лет, но нередко встречаются и в возрасте 200 лет.
В озере произрастают влаголюбивые виды ирисов, рогоз, тростник, водяной орех, дербенник, белокопытник, аир и др. По берегам — ивы Шверина и другие виды растений.
Силинский лес является частью эталонного биогеоценоза дальневосточной тайги, которая существуя в центре городской экосистемы, служит своеобразными «легкими» города. Также здесь расположены северные пределы распространения многих эндемиков и реликтовых растений Дальнего Востока.

## Животный мир
Животный мир «Силинского леса» представлен шестнадцатью видами млекопитающих. Одним из мелких хищников парка является колонок. Наиболее часто встречающимся животным во время экскурсий по парку является бурундук. Изредка парк посещает соболь. Кроме этого, в лесу можно встретить также и белку, ежа обыкновенного, когтистую бурозубку, лесную мышь и красно-серую полевку.
На территории «Силинского леса» гнездятся более 40 видов птиц: ширококлювая мухоловка, седоголовая овсянка, корольковая пеночка. Во время осенне-весенних миграций останавливаются для отдыха хищные птицы — чёрный коршун, канюк, пустельга, кобчик амурский, чеглок. На берегу водоема присутствуют кулики, зимородки, трясогузки; осенью ночуют стаи уток. Кроме беспозвоночных животных водятся также рыбы: гольяны, караси, ротоны. Здесь делает кладки сибирский углозуб.
Зарегистрировано шесть видов амфибий и четыре вида рептилий: наиболее часто встречаемыми являются дальневосточная квакша, живородящая ящерица, сибирская и дальневосточная лягушка, сахалинская жаба. 
Самый многочисленный отряд представителей местной фауны — это насекомые. На протяжении многих лет ведется их изучение, зарегистрировано более 100 видов булавоусых чешуекрылых, жужелиц — 45 видов, жуков-слоников — 8, жуков-усачей — 34. Жужелица Шренка и ряд видов бабочек занесены в Красную книгу: хвостоносец Маака, махаон, переливница большая, павлиноглазка Артемида, павлиний глаз малый ночной, сенница Геро, голубая орденская лента, носса уссурийская. Было обнаружено порядка 200 видов мух-журчалок.

## Рекреация
Прилегающая к памятнику природы «Силинский лес» часть лесопарковой зоны является местом отдыха горожан и играет большую роль в жизни города.  Большую ценность «Силинский лес» представляет своей эколого-просветительской ролью.  Для этого оборудованы экотропы (малая и большая), проходящие по самым характерным лесным массивам. Малая экотропа проложена по наиболее сохранившемуся участку.
Экотропы выходят к лесному озеру и заканчиваются на коллекционном участке, разбитом возле административного корпуса Комсомольского заповедника, где представлены редкие и исчезающие виды растений Сибири, Дальнего Востока и Центральной части России. Изначально собранное известным экологом города, старейшим работником Комсомольского заповедника И. А. Шевердой, ежегодно пополняется новыми экземплярами.
Хотя заповедный режим на данной территории введён более 20 лет назад, «Силинский лес» существует и развивается в неблагоприятной среде. Среди отрицательных факторов можно назвать: отходы промышленных предприятий города, загрязняющих воздух; воздействие на природу местных жителей, ломающих деревья и кустарники, собирающих дикорастущие, лекарственные и красиво цветущие растения, а также оставляющих мусор; болезни и вредители.
Также отрицательное влияние на территорию памятника природы оказала деятельность человека на сопредельной территории в пойме реки. Силинский лес изрезан руслами высохших ручьев, лишь изредка наполняющимися водой. Уже в послевоенные годы севернее в пойме реки Силинка был заложен гравийный карьер. В результате добычи гравия уровень вод понизился, прекратилось питание ручьев, появились усыхающие суховершинные деревья. Последнее явление вызвано также загрязнением от прилегающих предприятий. Водный режим реки Силинка был серьёзно нарушен освоением леса и берегов в её верховьях.